# AmigaBASIC
Az AmigaBASIC egy a Microsoft által kifejlesztett BASIC programozási nyelv interpreter Amigára. A programot a Commodore adta ki az AmigaOS 1.1-től 1.3-ig terjedő változatok részeként, miután lecserélte az addig használt, a MetaComCo által kifejlesztett ABasiC-et. Utóda az AmigaOS 2.0 változatától az ARexx lett, mely egy REXX-stílusú szkriptnyelv.

## Történet
Az AmigaBASIC nem csak egyszerűen a BASIC programozási nyelvet nyújtotta, hanem igyekezett egy könnyen használható alkalmazásprogramozási felület lenni, mely kihasználhatóvá teszi az Amiga grafikus és zenei képességeit is. Az OBJECT parancs például egyszerű módját szolgáltatja sprite-ok, illetve blitter objektumok (bobok) létrehozásának. Ezeket az objektumokat külső rajzolóprogrammal (Object Editor) lehet megrajzolni, mely az AmigaBASIC része. Ezen túlmenően a SOUND és WAVE parancsok pedig akár saját hangminták lejátszását is lehetővé teszik.
A "Compute!" számítógépes magazin annak idején rendszeresen lehozott AmigaBASIC forráskódokat a hasábjain, melyeket az olvasóknak kellett begépelniük, ha futtatni akarták. Egyszerűbb játékok, felhasználói programok kódjai is publikálásra kerültek.
Az AmigaBASIC-et elavulttá teszi az inkompatibilitása a későbbi AmigaOS (2.0+) operációs rendszerekkel, illetve újabb Motorola 68k processzorokkal. Léteztek Amigára más gyártóktól BASIC compilerek is (pl. A/C BASIC), melyek futnak újabb AmigaOS-ek alatt is, továbbá gyorsabb programkódot, illetve programfutást eredményeznek, az AmigaBASIC-hez képest. Lundin feltételezése szerint elhidegülhetett a viszony a Microsoft és Commodore között, ezért nem került sor az AmigaBASIC hibajavításaira, fejlesztésére, továbbá ez lehetett az oka, hogy a Commodore inkább a Rexx implementációja mellett döntött ARexx néven. Habár a Commodore az AmigaOS 2.0 kiadással lecserélte az AmigaBASIC-et az ARexx-re, a két nyelv nagyon különböző funkcionalitással, illetve képességekkel rendelkezik. A hobbiprogramozók jó része váltott az új operációs rendszer kiadásra és nagyobb érdeklődést mutattak az interpreteres nyelvek közül a szkriptnyelvek iránt. Ezt az igényt az ARexx szolgálta jobban.
A Microsoft Macintoshra írt BASIC-jéhez hasonlóan, az AmigaBASIC interpretere az elsők között hagyta el a sorok kötelező jellegű számozását és ehelyett bevezette a Top-Down megközelítést az utasítássorok végrehajtása során, továbbá a címkéket (Label), melyek a GOTO parancsnak mutatják meg, hova lehet az utasításvégrehajtást ugratni. Futtathatók a sorszámokat tartalmazó forráskódok, illetve lehet továbbra is sorszámokat használni, melyeket egyszerűen címkékként kezeli a program.
Az AmigaBASIC a Microsoft BASIC-ek közül elsők között tette lehetővé operációs rendszer függvények, eljárások, dinamikus programkönyvtárak meghívását a LIBRARY paranccsal. Például: LIBRARY Graphics.library parancs meghívja az AmigaOS graphics.library programkönyvtárát, melyből innentől kezdve meghívhatók a függvények, eljárások.

## Hello World
A "Hello world!" karaktersor kiírása a képernyőre.
```
' Hello World for AmigaBASIC

PRINT
 
"Hello world!"

```

Ennek a sornak a hozzáadásával a gép ki is mondja a szöveget:
```
SAY
 
TRANSLATE$
 
(
"HELLO WORLD"
)

```

## Ismert hibák
Egy kevéssé ismert jellegzetessége az AmigaBASIC-nek, hogy elvileg támogatja az Assembly nyelvű programbetétek meghívását. Ez azonban sohasem működött megfelelően egy programhiba okán.

## Megjelent könyvek a témában
- ↑ Manual:  Amiga Basic manual (angol nyelven). Hongkong: Commodore-Amiga, Inc. (1985) - Felhasználói kézikönyv
- C. Regena. Elementary Amiga BASIC (angol nyelven). Compute! Publications Inc. (1987. április). ISBN 978-0-87455-041-2
- Tom R. Halfhill, Charles Brannon. Advanced Amiga BASIC (angol nyelven). Compute! Publications Inc. (1986. július). ISBN 978-0-87455-045-0
- Amiga Basic by Paul Fellows, published by Dabs Press, December 1992, ISBN 978-1-870336-87-1
- Amiga Basic by Henning Horst Rainer, published by Jackson Libri, 1989, ISBN 978-88-7056-966-7
- Amiga Basic Inside and Out, by Christian Spanik and Hannes Rugheimer published by Abacus Books (Abacus Software Inc.), Jan 1988, ISBN 978-0-916439-87-3